# La Concepción, Guanajuato
La Concepción är en ort i Mexiko.   Den ligger i kommunen Cortazar och delstaten Guanajuato, i den centrala delen av landet, 220 km nordväst om huvudstaden Mexico City. La Concepción ligger 1 780 meter över havet och antalet invånare är 219.
Terrängen runt La Concepción är huvudsakligen kuperad, men västerut är den platt. Runt La Concepción är det ganska tätbefolkat, med 214 invånare per kvadratkilometer. Närmaste större samhälle är Cortazar, 10,6 km norr om La Concepción. Trakten runt La Concepción består till största delen av jordbruksmark.